# Frankenstein (gitaar)

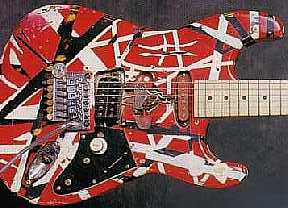
De Frankenstrat

Frankenstein of beter bekend als de Frankenstrat (een combinatie van Frankenstein en Stratocaster) is de naam van een door Eddie van Halen zelf geassembleerde elektrische gitaar.

## De Frankenstrat
Eddie Van Halen had in de begindagen van zijn carrière geen geld voor een goede elektrische gitaar. Daarnaast voldeden de gitaren die toen verkrijgbaar waren niet aan zijn wensen. In 1974 kocht hij bij de gitaarfabriek Charvel voor 80 dollar een hals en voor 50 dollar een cosmetisch afgekeurde body, waarmee hij zijn eigen gitaar assembleerde.
De eerste versie van de Frankenstrat was wit met zwarte strepen en had een zwarte slagplaat. Deze gitaar had een standaard Fender brug, een humbucker (die hij uit een Gibson ES-335 uit 1961 had gehaald) en één volumeknop. Van Halen staat met de gitaar afgebeeld op het album "Van Halen I".
Eerder waren de Strats Blackie en Brownie van Eric Clapton ook bekend als Frankenstein Stratocasters. In feite is de term Frankenstein (of Frankie) altijd een generieke aanduiding geweest voor een gitaar samengesteld uit allerlei onderdelen. Na 2007 toen Van Halen de naam Frankenstein in de Verenigde Staten deponeerde als handelsmerk, verschijnt de naam Frankenstein alleen nog in relatie tot zijn instrument.

## De Bumblebee
Tijdens de opnamen van "Van Halen II" begon Van Halen aan een tweede gitaar omdat de hals van zijn Frankenstrat was gebroken. Ook deze tweede gitaar werd voorzien van een Charvel-hals en -body en een humbucker-element. Ditmaal besloot Van Halen zijn gitaar zwart met gele strepen te verven, en noemde hij hem "The Bumblebee". Deze gitaar had in plaats van een Gibson humbucker een witte DiMarzio-humbucker. Teleurgesteld met het resultaat (omdat deze gitaar het geluid van zijn Frankenstrat niet kon evenaren), besloot Van Halen zijn Frankenstrat te repareren.
Toen de vroegere gitarist van Pantera (en later gitarist van Damageplan) Dimebag Darrell in 2004 werd vermoord, legde Van Halen uit respect en medeleven zijn Bumblebee in diens kist.

## Reparatie
Toen Van Halen weer met zijn Frankenstrat verderging werd er veel aan de gitaar veranderd. Zo werd de gitaar voorzien van een nieuwe hals en nieuwe kleuren (het beroemde - rood met witte en zwarte strepen - zoals te zien op de afbeelding). Ook werden er een single coil pickup, een 3 standenschakelaar en een Floyd Rose-brug bij geplaatst. De toegevoegde elektronica bleek niet te werken, omdat Van Halen de bedrading verkeerd had aangesloten.

Tijdens de demontage brak de slagplaat af, doordat een schroefje niet los ging. Na een lange tijd gebruik te hebben gemaakt van een LP als slagplaat besloot Van Halen in de jaren 80 om de overblijfselen van zijn slagplaat netjes op maat te zagen, bij te vijlen en weer op zijn gitaar te zetten.

## Replica's
Van Halen is erg bekend geworden met zijn kleurenpatroon van de tweede versie van de Frankenstrat. Het bekende rood met witte en zwarte strepen motief (het 5150 motief) heeft hij op bijna al zijn gitaren toegepast, evenals op zijn cello en All Stars schoenen.
In 2007 besloot Fender-medewerker Chip Ellis de Frankenstrat tot in detail na te bouwen. Er zijn in totaal 300 exemplaren gemaakt. De gitaren waren te koop voor een beginprijs van 24.500 dollar.

## Rechtszaak
In 2010 klaagde Van Halen schoenfabrikant Nike aan, omdat Nike een sportschoen had uitgebracht met het bekende "5150 kleurenpatroon" zonder hier vooraf toestemming voor te vragen aan Van Halen. Van Halen won uiteindelijk de rechtszaak omdat hij een patent heeft op dit kleurenpatroon.

## Trivia
- Van Halens gitaar zit vol met brandvlekken, omdat Van Halen tijdens het spelen altijd zijn sigaret op zijn gitaar klemde.
- Tijdens het langdurig gebruik van de gitaar werd een muntstuk (een Amerikaans kwartje uit 1971) op de body geschroefd om de brug stabiel te houden. Ook werden er diverse reflectoren op geplakt.
- Veel mensen weten niet dat de gitaar ooit wit met zwarte strepen was en verwarren hem vaak met de gitaar die in de doodskist van Dimebag Darrell is gelegd.
- De Frankenstrat is te bewonderen in het Hard Rock Café in Rome (Italië).[bron?]